# 城東駅 (ソウル特別市)
城東駅（ソンドンえき）は、大韓民国ソウル特別市東大門区にかつて存在した京春線の駅である。

## 歴史
- 1939年7月20日：京春鉄道の始発駅として開業[1]。
- 1967年7月1日：貨物取り扱い中止[2]。
- 1968年9月11日：貨物取り扱い再開[3]。
- 1971年10月5日：京春線の当駅 - 城北駅間の廃線に伴い廃止[4]。